# Przemysław Sypniewski
Przemysław Sypniewski (ur. 1968) – polski menedżer. Prezes Poczty Polskiej w latach 2016–2020.

## Życiorys
Jest absolwentem Uniwersytetu im. Adama Mickiewicza w Poznaniu. W okresie studiów wstąpił do Korporacji Akademickiej Lechia. Był też stypendystą Uniwersytetu Alberta Ludwika we Fryburgu Bryzgowijskim w Niemczech.
Z Pocztą Polską związany od końca lat 90., kiedy był wicedyrektorem biura. Następnie zasiadał w Radzie Poczty Polskiej, był Sekretarzem Rady. Od 2008 pracował w Najwyższej Izby Kontroli, gdzie zajmował się rynkiem pocztowym. Następnie był ekspertem sejmowej komisji ds. tworzenia prawa pocztowego i implementacji dyrektyw pocztowych Unii Europejskiej. Od 21 czerwca 2016 był prezesem Poczty Polskiej, złożył dymisję 3 kwietnia 2020. Na stanowisku zastąpił go Tomasz Zdzikot.
Jest założycielem Instytutu Pocztowego – stowarzyszenia zajmującego się rynkiem pocztowym.

## Odznaczenia
- Medal 100-lecia ustanowienia Sztabu Generalnego Wojska Polskiego (2018)[5]